# Troparjovo
Troparjovo (ryska: Тропарёво) är en station på Sokolnitjeskajalinjen i Moskvas tunnelbana. Stationen ligger vid Leninskij Prospekt efter korsningen med Prospekt Vernadskogo och öppnades för trafik den 8 december 2014.
Stationen byggdes med öppet schakt-metoden, där hela stationen grävdes ut från ytan.
Stationen var linjens sydvästra slutstation fram tills 18 januari 2016 då linjen förlängdes till Rumjantsevo.

## Galleri, byggandet av stationen

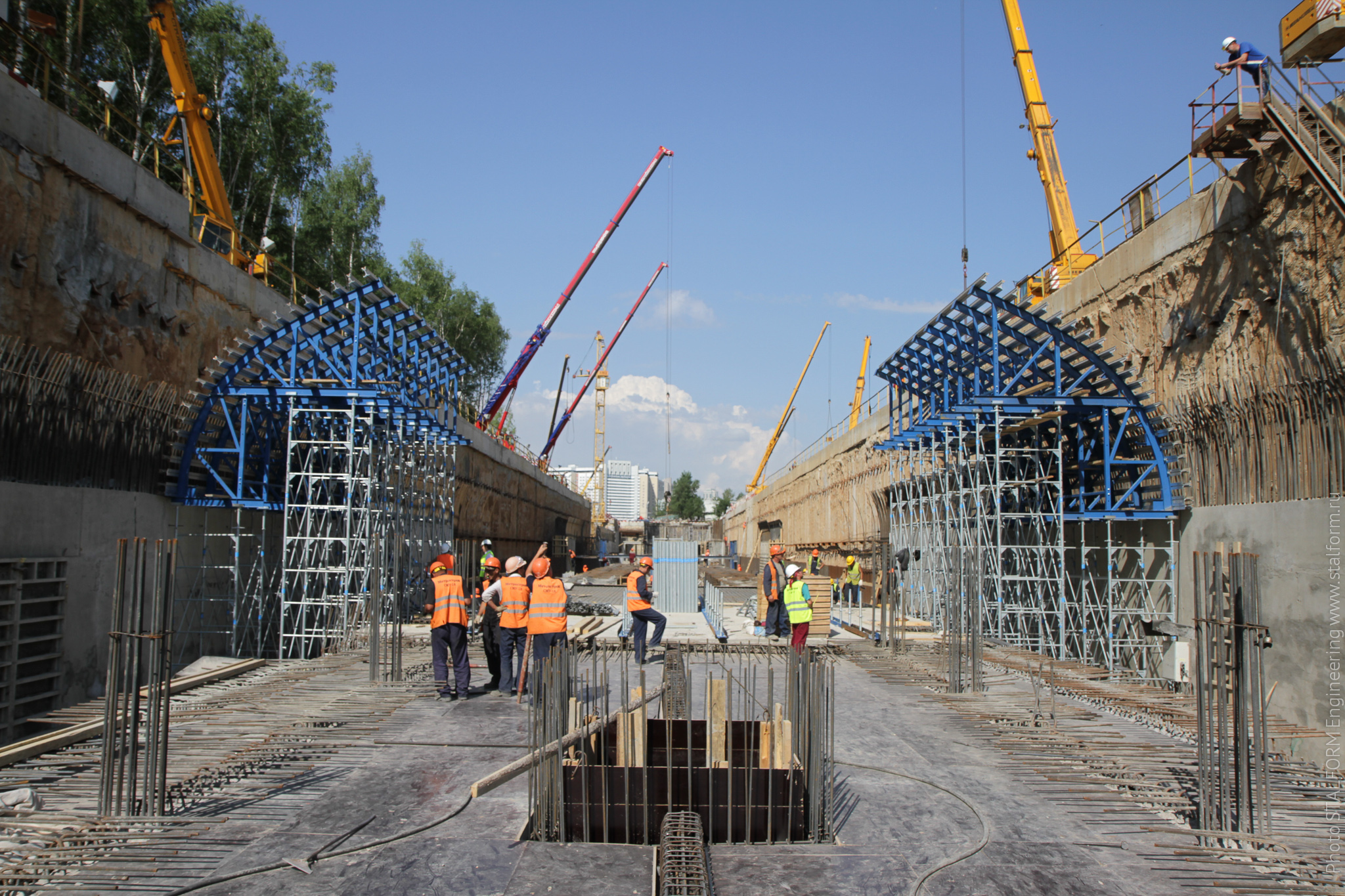
Montering av formsystemets sidosektioner.
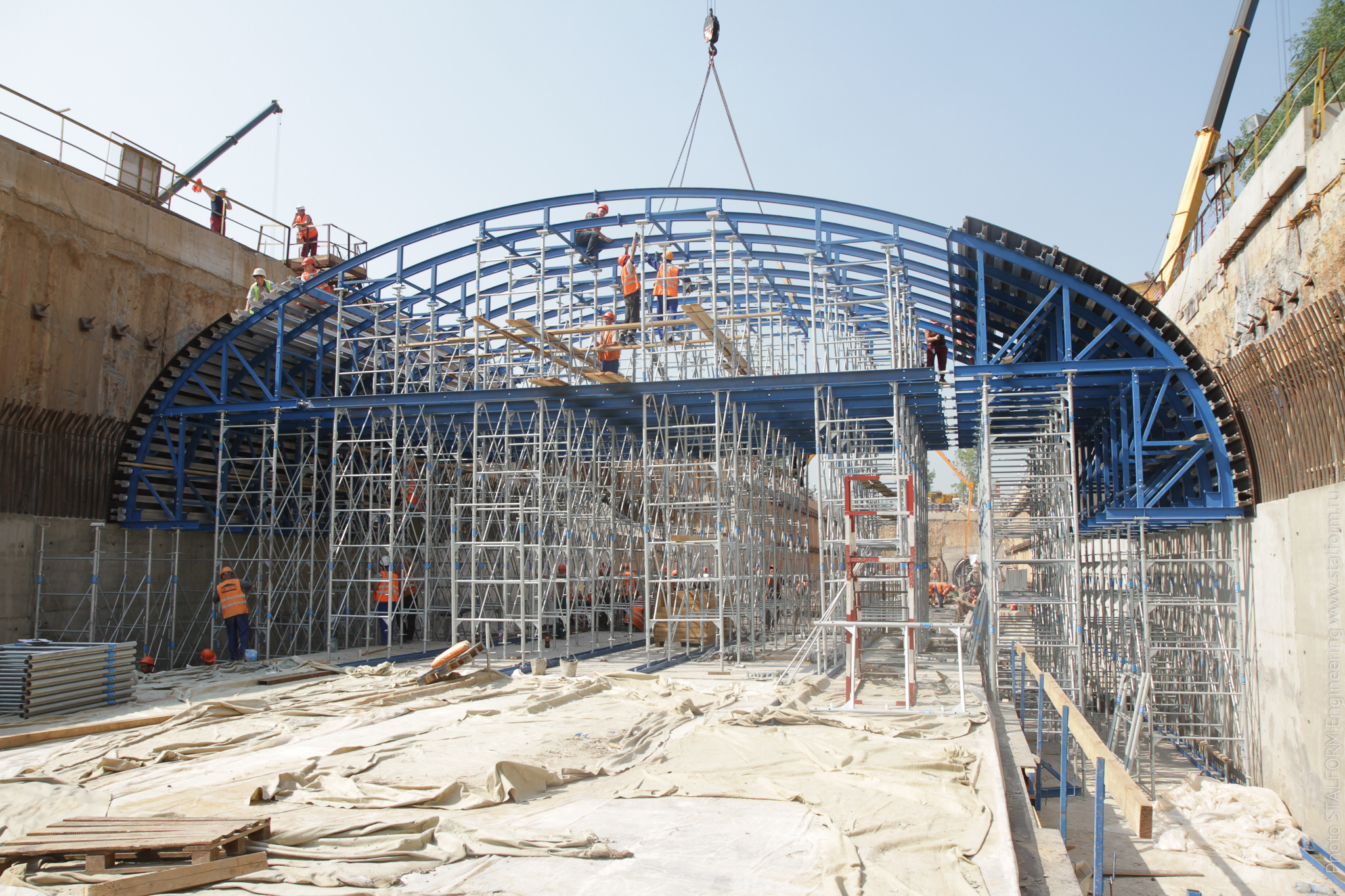
Installation av stålramen i formens centrala segment.
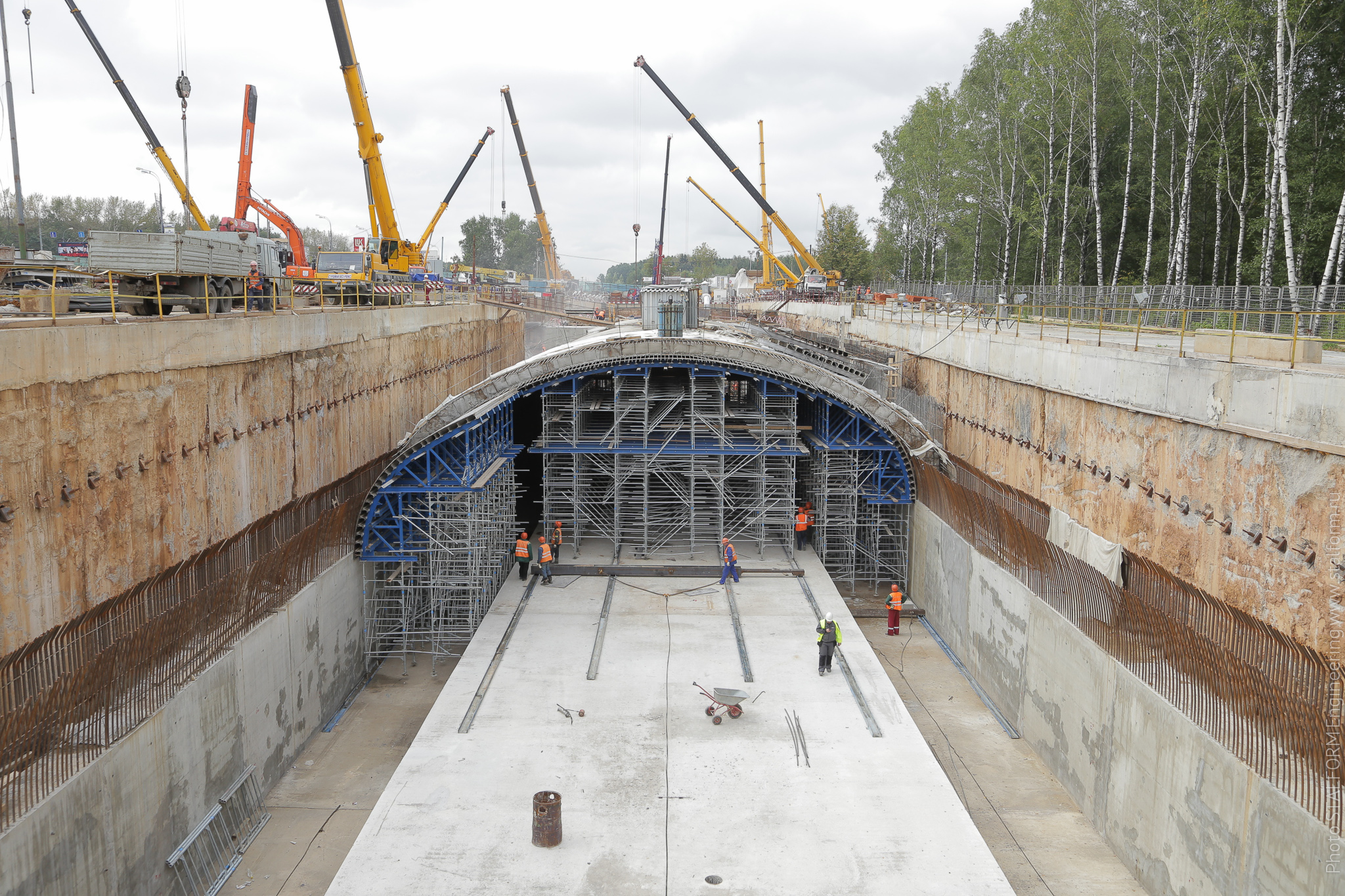
Det horisontellt rörliga formsystemet för betongvalvet.
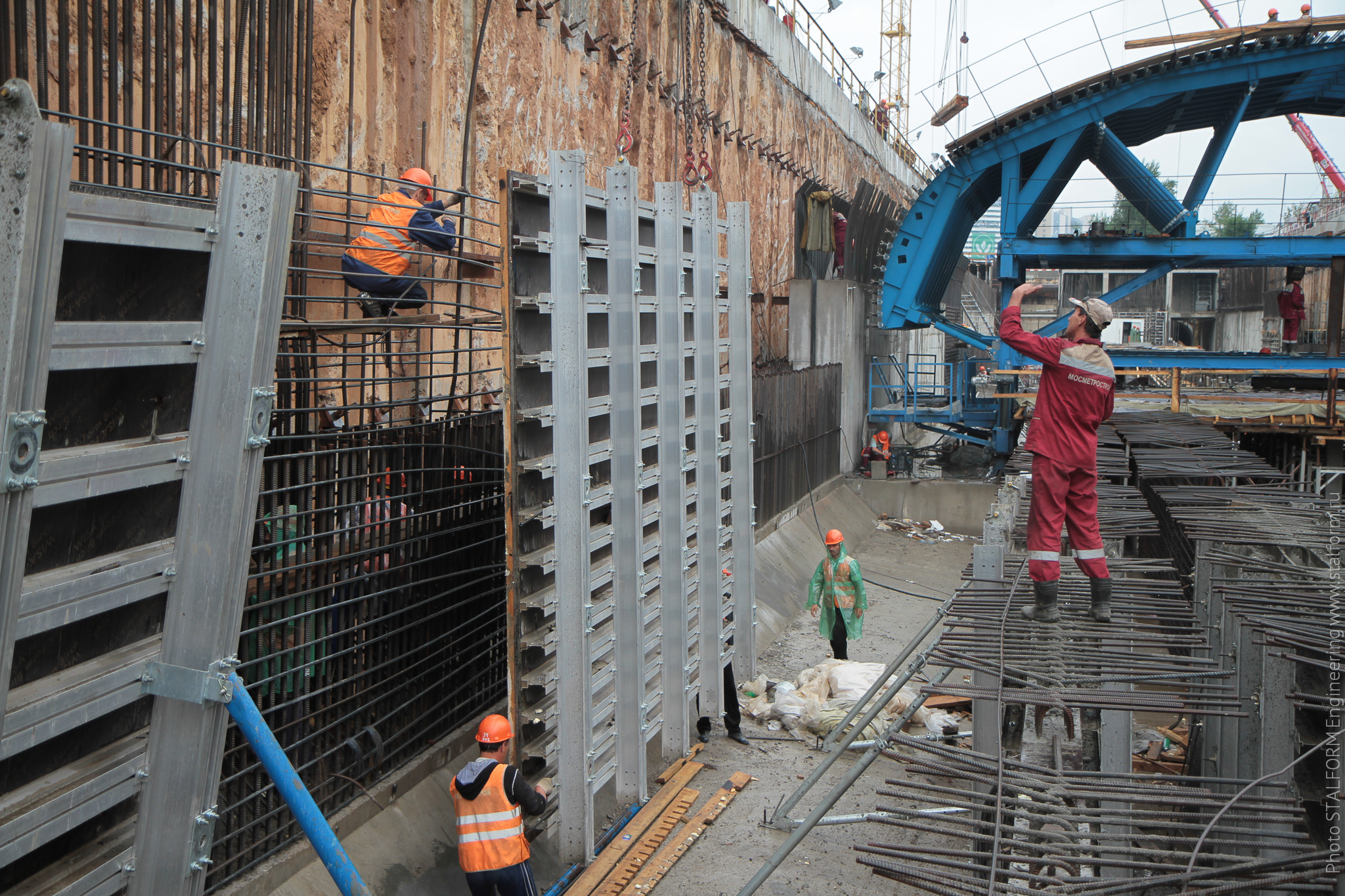
Förberedelser för stationens betongväggar.
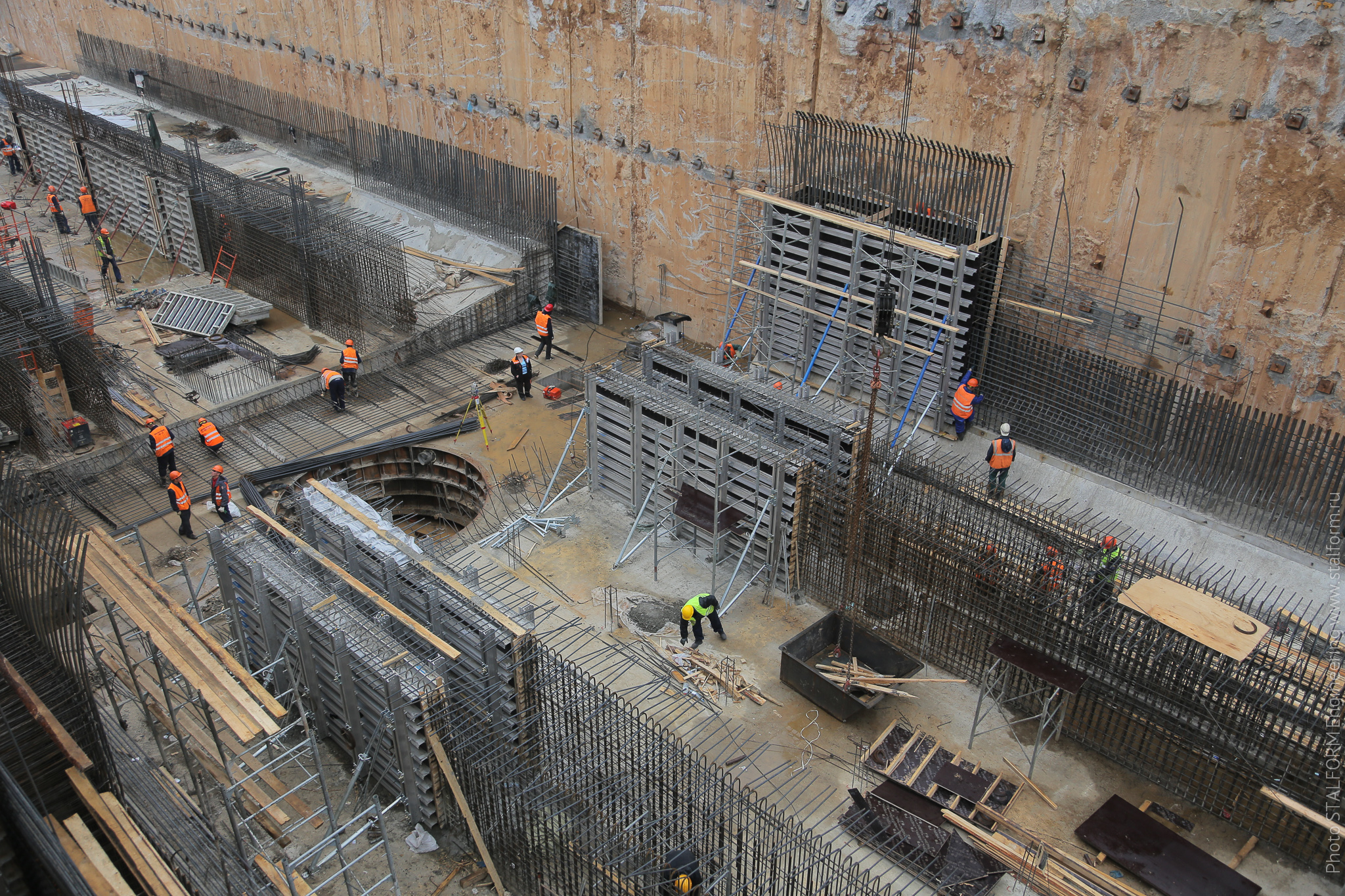
Betongarbete med armering och aluminiumformar.
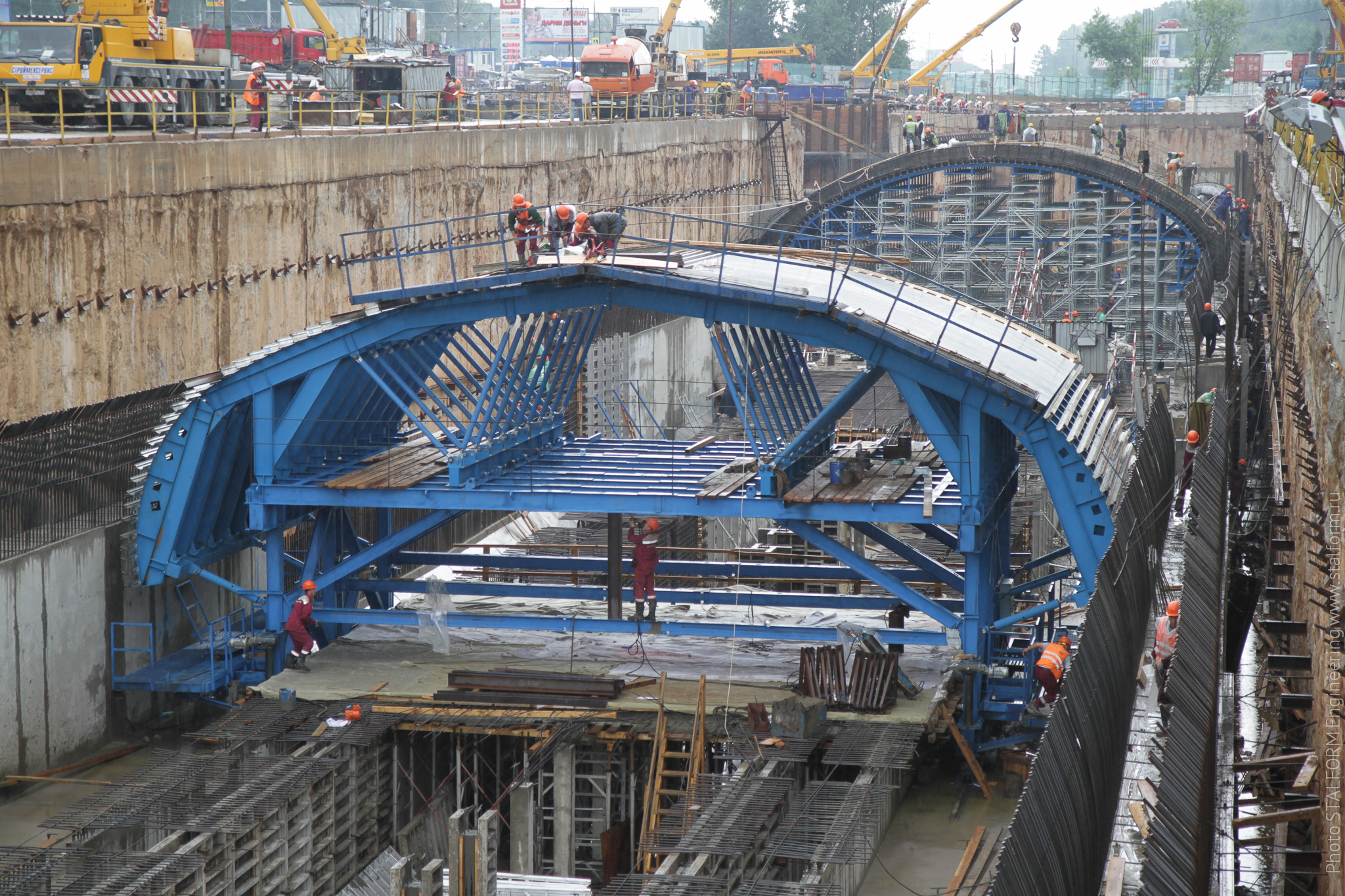
Två typer av formar för takets betongvalv.
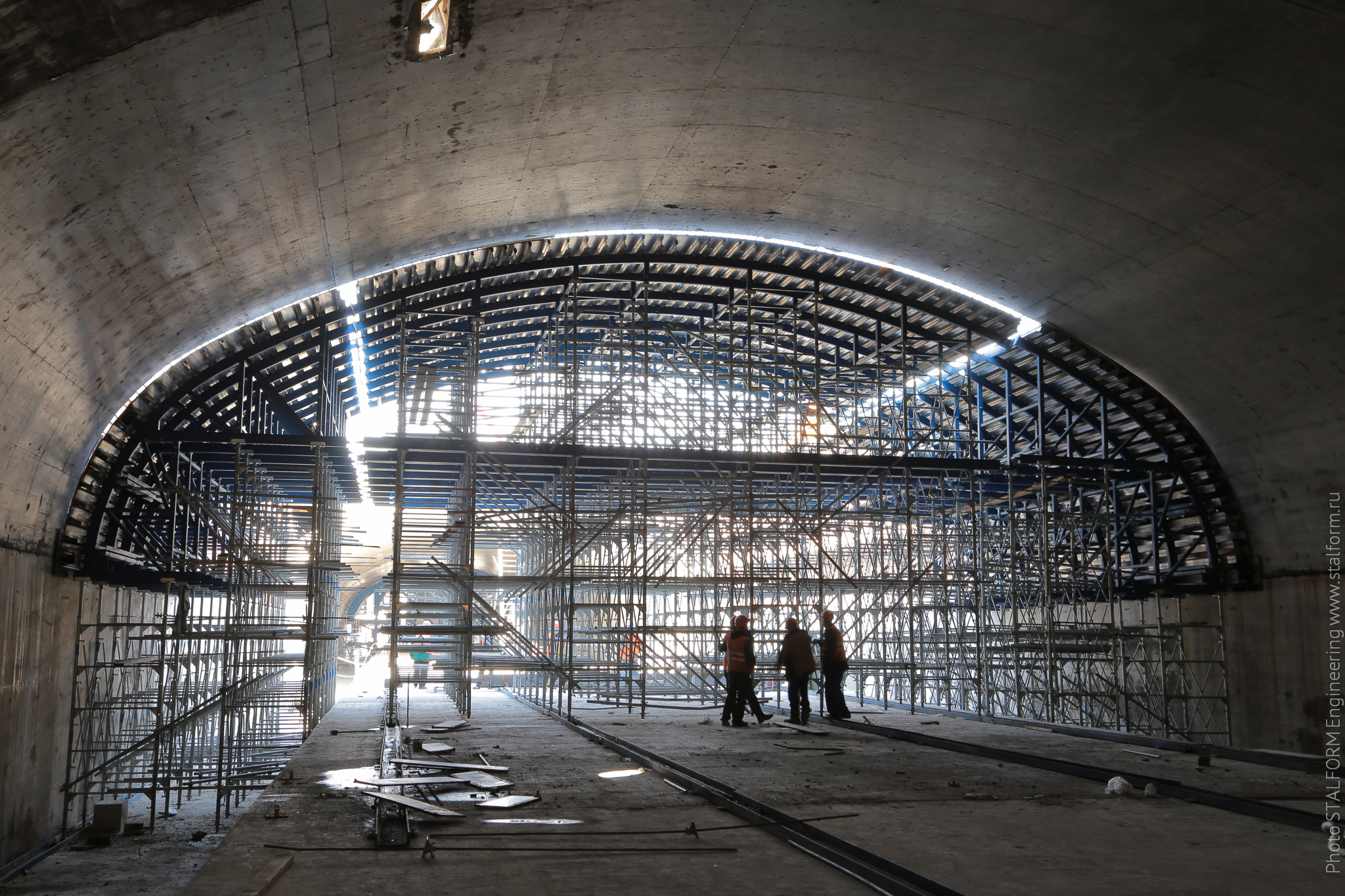
Stegvis byggande av taket med det mobila formsystemet.
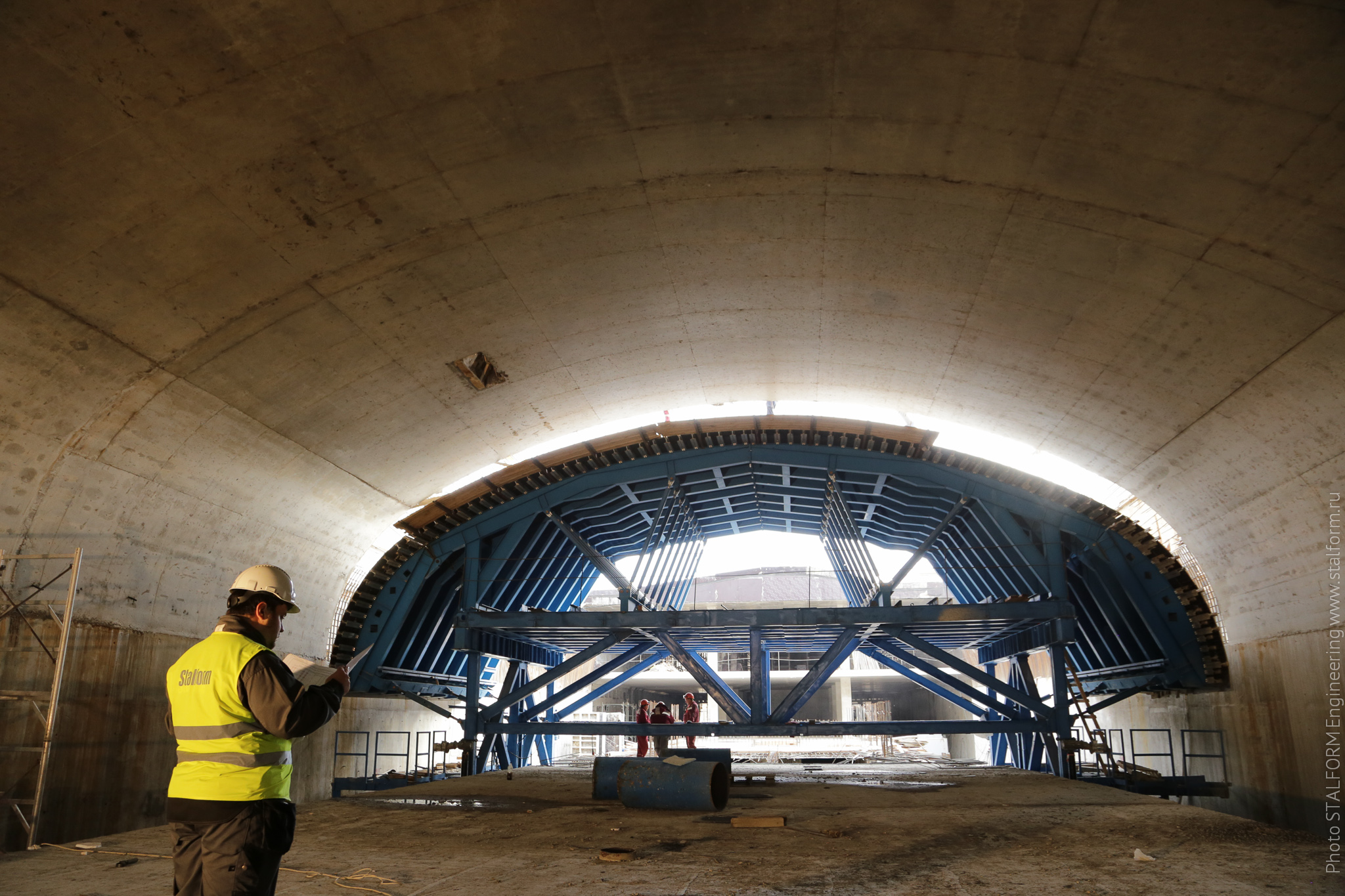
Taket byggs med den självgående formtypen.